# Alexandr Bratčikov
Alexandr Bratčikov (* 21. července 1947) je bývalý sovětský atlet, halový mistr Evropy v běhu na 400 metrů z roku 1970.

## Sportovní kariéra
V roce 1966 se stal evropským juniorským mistrem Evropy v běhu na 400 metrů, byl také členem vítězné štafety na 4 × 400 metrů. O rok později zvítězil na evropských halových hrách ve štafetě na 4x300 metrů, získal také stříbrnou medaili ve štafetě na 1+2+3+4 kola. V roce 1968 vybojoval na evropských halových hrách stříbrnou medaili v běhu na 400 metrů a byl členem bronzové sovětské štafety na 4x364 metrů. V následující sezóně na evropském halovém šampionátu ve štafetě na 3x390 m získal stříbrnou medaili. Stejného úspěchu dosáhl v této sezóně také na evropském šampionátu pod širým nebem v Athénách. Ve finálovém běhu na 400 metrů zde doběhl pátý.
Při premiéře evropského halového mistrovství Evropy v roce 1970 zvítězil v běhu na 400 metrů a získal zlatou medaili v štafetě na 4 × 400 metrů. O rok později v Sofii získal bronzovou medaili v individuálním závodě na 400 metrů, sovětská štafeta s Bratčikovem získala stříbrnou medaili. Při evropském šampionátu v Helsinkách v roce 1971 doběhl ve finále běhu na 400 metrů sedmý.